# Christopher Hall Island
Christopher Hall Island är en ö i Kanada.   Den ligger i territoriet Nunavut, i den östra delen av landet, 2 200 km norr om huvudstaden Ottawa. Arean är 11,1 kvadratkilometer.
Terrängen på Christopher Hall Island är lite kuperad. Öns högsta punkt är 444 meter över havet. Den sträcker sig 4,7 kilometer i nord-sydlig riktning, och 3,9 kilometer i öst-västlig riktning.